# 加巴斯河
43°45′41″N 0°42′9″W / 43.76139°N 0.70250°W
加巴斯河（法语：Gabas）是法國的河流，位於該國西南部，屬於阿杜爾河的左支流，河道全長117公里，發源自盧爾德以北，流經南部-庇里牛斯和阿基坦，河口處在图卢泽特。

## 外部連結
- http://www.geoportail.fr（页面存档备份，存于）
- The Gabas at the Sandre database